# Firmin (film)
Pour les articles homonymes, voir Firmin.
Pour plus de détails, voir Fiche technique et Distribution.
Firmin est une comédie belge écrite et réalisée par Dominique Deruddere, sortie en 2007 et dont les rôles principaux sont tenus par Chris Van den Durpel et Jan Decleir.

## Distribution
- Said Assissi : Mohammed
- Annick Christiaens : Germaine
- Josse De Pauw : le père de Lies
- Jan Decleir : Freddy White
- Frank Focketyn : Voorzitter
- Kim Hermans : spectateur au dernier match de boxe
- Catherine Kools : Lies
- Ben Segers : Présentateur au show sportif
- Peter Van Den Begin : Jespers
- Chris Van den Durpel : Firmin Crets
- Marc Van Eeghem : Make-up sportshow
- Kurt Vandendriessche : Raymond (comme Kurt Van den Driessche)